# Judas 0
Albums de The Smashing Pumpkins
Machina II/The Friends and Enemies of Modern Music
(2000) Zeitgeist
(2007)
Judas Ø est une compilation de faces B et de raretés du groupe de rock alternatif américain The Smashing Pumpkins, sorti en 2001. C'est un disque bonus vendu avec l'édition limitée du best-of Rotten Apples.

## Liste des pistes
1. Lucky 13
2. The Aeroplane Flies High
3. Because You Are
4. Slow Dawn
5. Believe
6. My Mistake
7. Marques in Spades
8. Here's to the Atom Bomb
9. Sparrow
10. Waiting
11. Saturnine
12. Rock On
13. Set the Ray to Jerry
14. Winterlong
15. Soot and Stars
16. Blissed and Gone